# درینوف (ناحیه کرومیریژ)
درینوف (به چکی: Dřínov) یک منطقهٔ مسکونی در جمهوری چک است که در ناحیه کرومیریژ واقع شده‌است. درینوف ۵٫۴۳ کیلومتر مربع مساحت و ۴۴۶ نفر جمعیت دارد و ۲۹۶ متر بالاتر از سطح دریا واقع شده‌است.